# 1802
| [ Edytuj tabelę ]              | |
| Emir Afganistanu               | - 1801 Mahmud Szah Durrani 1803 |
| Współksiążęta Andory           | - 1797 Francesc Antoni de la Dueña y Cisneros 1812                                                                                   |
| Arcyksiążę Austrii             | - 1792 Franciszek II Habsburg 1804                                                                                                   |
| Elektor Bawarii                | - 1799 Maksymilian IV Józef 1805 |
| Sułtan Brunei                  | - 1796 Muhammad Tajuddin 1807 |
| Cesarz Chin                    | - 1796 Jiaqing 1820 |
| Król Czech                     | - 1792 Franciszek II Habsburg 1835                                                                                                   |
| Król Danii                     | - 1766 Chrystian VII 1808 |
| Dalajlama                      | - 1758 Jamphel Gjaco 1804 |
| Król Hiszpanii                 | - 1788 Karol IV 1808 |
| Szach Iranu                    | - 1797 Fath Ali Szah 1834 |
| Państwo Wielkich Mogołów       | - 1759 Shah Alam II 1806 |
| Król Irlandii                  | - 1760 Jerzy III Hanowerski 1820 |
| Cesarz Japonii                 | - 1779 Kōkaku 1817 |
| Kalif                          | - 1789 Selim III 1807 |
| Patriarcha Konstantynopola     | - 1801 Kallinik IV 1806 |
| Władca Korei                   | - 1800 Sunjo 1834 |
| Emir Kuwejtu                   | - 1762 Abd Allah I 1814 |
| Książę Liechtensteinu          | - 1781 Alojzy I 1805 |
| Sułtan Maroka                  | - 1792 Maulaj Sulajman 1822 |
| Król Nepalu                    | - 1799 Girvan Yudha 1816 |
| Premier Nepalu                 | - 1799 Damodar Pande 1804 |
| Król Norwegii                  | - 1784 Fryderyk VI 1814 |
| Sułtan Omanu                   | - 1792 Sultan ibn Ahmad 1804 |
| Elektor Palatynatu             | - 1799 Maksymilian Józef 1803 |
| Papież                         | - 1800 Pius VII 1823 |
| Książę Parmy i Piacenzy        | - 1765 Ferdynand 1802 |
| Król Portugalii                | - 1777 Maria I 1816 |
| Król Prus                      | - 1797 Fryderyk Wilhelm III 1840 |
| Car Rosji                      | - 1801 Aleksander I 1825 |
| Cesarz Rzymski (niemiecki)     | - 1792 Franciszek II Habsburg 1806                                                                                                   |
| Kapitanowie Regenci San Marino | - 1801 Mariano Begni Antonio Capicchioni 1802 - 1802 Filippo Belluzzi Marino Tassini 1802 - 1802 Annibale Gozi Giovanni Filippi 1803 |
| Elektor Saksonii               | - 1763 Fryderyk August III 1806 |
| Król Sardynii                  | - 1796 Karol Emanuel IV 1802 - 1802 Wiktor Emanuel I 1821                                                                            |
| Król Szwecji                   | - 1792 Gustaw IV Adolf 1809 |
| Król Tajlandii                 | - 1782 Buddha Yodfa Chulalok 1809 |
| Sułtan Turków                  | - 1789 Selim III 1807 |
| Prezydent USA                  | - 1801 Thomas Jefferson 1809 |
| Król Węgier                    | - 1792 Franciszek 1835 |
| Monarcha Wielkiej Brytanii     | - 1760 Jerzy III 1820 |
| Premier Wielkiej Brytanii      | - 1801 Henry Addington 1804 |
| Cesarz Wietnamu                | - 1792 Cảnh Thịnh 1802 - 1802 Gia Long 1820                                                                                          |

Rok 1802 / MDCCCII
stulecia: XVIII wiek ~
XIX wiek ~
XX wiek

dziesięciolecia:
1770–1779 •
1780–1789 •
1790–1799 •
1800–1809
• 1810–1819
• 1820–1829
• 1830–1839

lata: 1792 «
1797 «
1798 «
1799 «
1800 «
1801 «
1802
» 1803
» 1804
» 1805
» 1806
» 1807
» 1812

## Wydarzenia w Polsce
- 12 maja – pożar doszczętnie zniszczył zabudowę Nowego Stawu koło Malborka.
- 1 września – Dominik Drdatzki został prezydentem Krakowa.
- Ksiądz Leopold Szersznik założył w Cieszynie pierwsze muzeum publiczne na dzisiejszych ziemiach polskich (dziś: Muzeum Śląska Cieszyńskiego).
- W drodze licytacji Anna Sapieżyna kupiła Szydłowiec z przyległościami.
- Otwarto drewniany most na Wiśle u wylotu ul. Mostowej, łączący Kraków z Podgórzem. Nazwano go mostem Karola, na cześć arcyksięcia Karola Ludwika Habsburga.
- Otwarto Königshütte w Chorzowie (ob. Huta „Kościuszko”). Uruchomiono w niej początkowo dwa wielkie piece. Był to jeden z najnowocześniejszych tego typu zakładów na świecie.

## Wydarzenia na świecie
- 16 marca – prezydent Thomas Jefferson utworzył Akademię Wojskową w West Point.
- 25 marca – został podpisany francusko-brytyjski pokój w Amiens.
- 28 marca – Heinrich Wilhelm Olbers odkrył drugą w dziejach ludzkości planetoidę - Pallas.
- 8 kwietnia – na wysokości Wyspy Kangura leżącej u południowego wybrzeża Australii przypadkowo spotkały się ekspedycje dowodzone przez Anglika Matthew Flindersa i Francuza Nicolasa Baudina.
- 12 kwietnia – rosyjski generał Bohdan Knorring, pod groźbą użycia broni, zmusił do złożenia przysięgi na wierność carowi gruzińską arystokrację i duchownych zebranych w katedrze Sioni w Tbilisi.
- 20 kwietnia – dwie półbrygady stworzone z Legionów Polskich i pułku jazdy przeszły na służbę Republiki Włoskiej. Nie weszły jednak formalnie w skład jej armii i były uważane i nazywane oddziałami polskimi na żołdzie Republiki.
- 30 kwietnia – 608 osób zginęło w wyniku przerwania zapory wodnej koło miasta Lorca w Hiszpanii.
- Maj – wchodząca w skład francuskiego korpusu ekspedycyjnego gen. Charles’a Leclerca 3 półbrygada polska odpłynęła na San Domingo (Haiti) tłumić powstanie Mulatów i Murzynów.
- 3 maja – Waszyngton uzyskał prawa miejskie.
- 10 maja – Berard z Marsi został beatyfikowany przez papieża Piusa VII.
- 19 maja – Napoleon Bonaparte ustanowił najwyższe odznaczenie francuskie o nazwie Legia Honorowa.
- 2 czerwca – założono miasto Lobos w Argentynie.
- 4 czerwca – król Sardynii Karol Emanuel IV abdykował na rzecz swego brata, Wiktora Emanuela I.
- 4 lipca – oficjalne otwarcie amerykańskiej Akademii Wojskowej w West Point.
- 2 sierpnia – Napoleon Bonaparte został dożywotnim konsulem.
- 3 września – William Wordsworth opublikował poemat Westminster Bridge.
- 1 października – kardynał Giuseppe Doria Pamphili wydał w imieniu papieża Piusa VII edykt dotyczący ochrony zabytków w Państwie Kościelnym.
- 12 listopada – John Dalton zademonstrował sformułowane przez siebie prawo stosunków wielokrotnych.
- 2 grudnia – w czasie „pacyfikacji” powstania niewolników na San Domingo zmarł Charles Leclerc, generał I Republiki Francuskiej, małżonek Pauliny Bonaparte - siostry Pierwszego Konsula.
- Andrew Vivian i Richard Trevithick opatentowali pierwszą lokomotywę parową (Wielka Brytania).
- Gia Long zjednoczył Wietnam zakładając dynastię Nguyễn.

## Urodzili się
- 6 stycznia:
  - Kasper Borowski, biskup łucko-żytomierski, profesor (zm. 1885)
  - Jan Gabriel Perboyre, francuski lazarysta, misjonarz w Chinach męczennik, święty katolicki (zm. 1840)
  - Seweryn Zdzitowiecki, polski chemik, metalurg (zm. 1879)
- 26 stycznia – Wincencja Maria Poloni, włoska zakonnica, błogosławiona katolicka (zm. 1855)
- 28 stycznia - Karol Szlegel, polski oficer, uczestnik powstania listopadowego, członek Sprzysiężenia Wysockiego, działacz emigracyjny (zm. 1832)
- 8 lutego – Stefan Cuenot, francuski misjonarz, biskup, męczennik, święty katolicki (zm. 1861)
- 26 lutego
  - Victor Hugo, francuski pisarz, poeta, dramaturg i polityk (zm. 1885)
  - Aleksander Waligórski, polski generał (zm. 1873)
- 28 marca - Tomasz Zieliński, polski polityk, kolekcjoner dzieł sztuki (zm. 1858)
- 8 kwietnia – Gheorghe Magheru, rumuński dowódca wojskowy, rewolucjonista i polityk na Wołoszczyźnie (zm. 1880)
- 9 kwietnia – Elias Lönnrot, fiński poeta narodowy (zm. 1884)
- 30 czerwca - Benjamin Fitzpatrick, amerykański polityk, senator ze stanu Alabama (zm. 1869)
- 2 lipca – Ludwik Markiefka, duchowny rzymskokatolicki (zm. 1859)[1]
- 24 lipca – Alexandre Dumas, francuski powieściopisarz i dramaturg (zm. 1870)
- 31 lipca – Ignacy Domeyko, polski geolog, mineralog, badacz Ameryki Południowej (zm. 1889)
- 10 sierpnia - Dixon Hall Lewis, amerykański polityk, senator ze stanu Alabama (zm. 1848)
- 5 września – Modestino, włoski franciszkanin, błogosławiony katolicki (zm. 1854)
- 19 września – Lajos Kossuth, przywódca rewolucji węgierskiej (zm. 1894)
- 5 października - Maurycy Gosławski, polski poeta (zm. 1834)
- 18 października – Joseph Russegger, austriacki geolog i podróżnik, zarządca kopalni soli w Wieliczce w l. 1843-1850 (zm. 1863)
- 31 października - Charlotta Napoleona Bonaparte, infantka hiszpańska (zm. 1839)
- 19 listopada - Solomon Foot, amerykański polityk, senator ze stanu Vermont (zm. 1866)
- 20 listopada – Wilhelm von Kügelgen – niemiecki malarz i pisarz (zm. 1867)
- 29 listopada – Wilhelm Hauff, niemiecki pisarz (zm. 1827)
- 6 grudnia – Paul Emile Botta, francuski konsul i archeolog pochodzenia włoskiego (zm. 1870)
- 15 grudnia – János Bolyai, węgierski matematyk (zm. 1860)
- data dzienna nieznana: 
  - Bartłomiej Chŏng Mun-ho, koreański męczennik, święty katolicki (zm. 1866)
  - Paweł Hong Yŏng-ju, koreański męczennik, święty katolicki (zm. 1840)
  - Damian Nam Myŏng-hyŏg, koreański męczennik, święty katolicki (zm. 1839)
  - Magdalena Son Sŏ-byok, koreańska męczennica, święta katolicka (zm. 1840)
  - Wawrzyniec Wang Bing, chiński męczennik, święty katolicki (zm. 1858)

## Święta ruchome
- Tłusty czwartek: 25 lutego
- Ostatki: 2 marca
- Popielec: 3 marca
- Niedziela Palmowa: 11 kwietnia
- Wielki Czwartek: 15 kwietnia
- Wielki Piątek: 16 kwietnia
- Wielka Sobota: 17 kwietnia
- Wielkanoc: 18 kwietnia
- Poniedziałek Wielkanocny: 19 kwietnia
- Wniebowstąpienie Pańskie: 27 maja
- Zesłanie Ducha Świętego: 6 czerwca
- Boże Ciało: 17 czerwca